# Этмоптерус Шульца
Этмоптерус Шульца (лат. Etmopterus schultzi) — вид рода чёрных колючих акул семейства Etmopteridae отряда катранообразных. Распространён в западной части северной Атлантики на глубинах до 1000 м. Максимальный зарегистрированный размер 30 см (самка). Тело стройное, вытянутое, светло-коричневого цвета, брюхо серое. У основания обоих спинных плавников имеются шипы. Анальный плавник отсутствует. Эти акулы размножаются яйцеживорождением. Коммерческой ценности не имеют.

## Таксономия
Впервые вид был описан в 1953 году.Голотип — самец длиной 27 см, пойманный в Мексиканском заливе (29° 11' с.ш. и 86° 52' з.д.) на глубине 557 м.

## Ареал
Этмоптерус Шульца распространены в западной части Атлантического океана у берегов Техаса и Флориды в северной части Мексиканского залива. Эти акулы встречаются у дна и в верхней части континентального склона на глубинах от 200 до 1000 (в основном глубже 350 м).

## Описание
Максимальный зарегистрированный размер самок составляет 30 см, а самцов — 27 см. Тело стройное, вытянутое, с довольно коротким хвостом. Голова крупная. Расстояние от начала основания брюшных плавников до вертикали, проведённой через основание нижней лопасти хвостового плавника, чуть меньше расстояния от кончика рыла до первой жаберной щели, в 1,5—2 раза превышает дистанцию между основаниями грудных и брюшных плавников и равно 0,6 расстояния между спинными плавниками. У взрослых акул расстояние между основаниями грудных и брюшных плавников сравнительно велико и равно приблизительно 1,1—1,3 длины головы. Расстояние от кончика рыла до шипа у основания первого спинного плавника примерно равно расстоянию между эти шипом и верхней границей хвостового плавника. Основание первого спинного плавника расположено приблизительно посередине между грудными и брюшными плавниками. Длина головы в 1,4 раза превышает расстояние от кончика рыла до рта. Расстояние от кончика рыла до брызгалец примерно равно дистанции между брызгальцами и основанием грудных плавников. Жаберные щели очень короткие, по ширине приблизительно равны брызгальцам и составляют 1/3 или менее от длины глаза. Расстояние между спинными плавниками невелико и почти равно дистанции между кончиком рыла и первой жаберной щелью. Верхние зубы с тремя зубцами. Нижние зубы имеют одно остриё и имеют форму лезвия.
Крупные овальные глаза вытянуты по горизонтали. Позади глаз имеются крошечные брызгальца. Ноздри размещены на кончике рыла. У основания обоих спинных плавников расположены шипы. Второй спинной плавник и шип крупнее первых. Грудные плавники маленькие и закруглённые. Верхняя лопасть хвостового плавника удлинена. Кожа неплотно и хаотично покрыта узкими плакоидными чешуйками. Нижние края плавников лишены чешуи. Окрас светло-коричневого цвета, брюхо и низ головы сероватые. Над и позади оснований брюшных плавников имеются слабые тёмные отметины. Также имеются удлинённые отметины у основания хвостового плавника и на хвостовом стебле.

## Взаимодействие с человеком
Вид не имеет коммерческой ценности. Изредка в качестве прилова попадает в глубоководные коммерческие сети, пойманных акул выбрасывают за борт. Международный союз охраны природы присвоил этому виду статус сохранности «Вызывающий наименьшие опасения».